# Prijestolje od žada
Prijestolje od žada drugi je roman u alternativno povijesnom/fantastičnom serijalu Temeraire američke autorice Naomi Novik, prvi puta objavljen u Hrvatskoj 2010. godine.
Druga se knjiga bavi time da Laurence i Temeraire moraju otići u Kinu kako bi razriješili diplomatski nepovoljnu situaciju, jer je Kinezima velika uvreda da obični vojnik posjeduje nebeskog zmaja. Priča prati njihove dogodovštine na putu do Kine i u samoj Kini.

## Uvod
Priča se nastavlja par tjedana nakon završetka prvog dijela: Kineski izaslanici i diplomati dolaze u Britaniju, kao i kineski princ koji je bijesan jer je Laurence dobio Temerairea, te zahtijevaju da se Temeraire bez Laurencea s njima vrati u Kinu, što on odbija.

## Radnja
U Britaniju dolazi predstavnik Kineza, princ Yongxing, brat Jiaqing cara Kine, koji zahtijeva da se Temeraire (ili Lung Tien Xiang; ime koje su mu dali kad je jaje polegnuto) smjesta vrati u Kinu, jer je nedopustivo da nebeski zmaj radi za običnog vojnika (misli na Laurencea). Laurence je do daljnjega suspendiran iz Zračnih Snaga i zabranjeno mu je da se vidi s Temeraireom, što razbjesni potonjeg kad to otkrije. U bijesu, Temeraire uništi barake božanskim vjetrom, otme Laurencea i odleti s njim u bazu u Doveru, gdje se odvijaju pripreme za napad na francuski konvoj. Temeraire i Laurence se pridružuju bitci, no Laurence je ranjen kad se Pecheur (fran. ribar (vrsta zmaja)) zabije u Temerairea.
Lord Barham zatim pokuša uhititi Laurencea kad se vrati u bazu zbog ozljeda, no ne uspijeva. Tada stiže i Yongxing i ubrzo postaje jasno da Temeraire neće napustiti Britaniju bez Laurencea, pa je Laurenceu dopušteno da ga otprati u Kinu na brodu za prijevoz zmajeva Allegiance, čiji je kapetan Tom Riley, nekoć drugi časnik na Reliantu dok je Laurence bio kapetan broda. (U knjizi brod ne slijedi struje i vjetrove kao u stvarnom svijetu, već plove uz obalu Afrike, dok bi do rta Dobre nade najbrže i najučinkovitije iz Europe bilo ploviti preko Atlantskog Oceana do obale Brazila i potom iskoristiti vjetrove natrag prema Južnoj Africi.)
Međuljudski odnosi na brodu između Britanaca i Kineza postaju sve gori kada se pročuje da su došli u Britaniju na četiri broda Istočnoindijske kompanije, koje su zaplijenili nakon što su vlasnici brodova zatražili plaću za svoje usluge, što se u Kini obično ne traži od pripadnika carske obitelji. S obzirom na to da je većina pripadnika britanske mornarice služila u prošlosti na tim brodovima, to oni smatraju velikom uvredom.
Te večeri, Allegiance napadnu dva francuska broda: Valerie i Chanteuse; i Fleur-de-Nuit (fran. cvijet noći), većinom noćni zmaj. Temeraire uzleti kako bi se u zraku borio s Fleur-de-Nuit, dok mu Allegiance pomaže bakljama i paprenim topovima, na kraju i kineskim vatrometom da oslijepe Fleur-de-Nuit, a istovremeno se Allegiance bori i protiv francuskih brodova. Allegiance izgubi nekoliko ljudi, no onda Temeraire upotrijebi božanski vjetar i prevrne Valerie. Ubrzo potom, zmajevi iz Dovera, uzbunjeni vatrometom, stižu u pomoć i posada Chanteuse se predaje, kao i Fleur-de-Nuit.
Sljedećeg dana Laurencea poziva princ Yongxing kako bi ga pitao zašto je dozvolio da Temeraire sudjeluje u sukobu (Temeraire je ranjen pri kraju bitke i ne smije letjeti dva tjedna). Laurencea razbjesne prinčeve insinuacije i on Yongxingu zabrani posjećivanje zmajske palube, no to je pravilo zanemareno postupcima Arthura Hammonda, diplomata koji putuje s njima pokušavajući vratiti dobre odnose između Kine i Britanije. Letači iz baze u Doveru vraćaju se u Britaniju i putnici Allegiancea kreću na dug put.
Nakon prolaska Madeire, jedan od kineskih službenika, Liu Bao, počne patiti od jake morske bolesti i ne može jesti. Kasnije ga izliječi brodski dvopek i Laurence pozove njega i Sun Kaia na božićnu proslavu navečer. Tijekom proslave, Sun Kai izrecitira staru poemu o putovanju koju je napisao zmaj. Temeraire to na palubi čuje i raspita se o tome. Princ Yongxing ga nauči pjesmu i tijekom sljedećih par dana ga nauči kako čitati i pisati na Kineskom i kaže mu o stanju zmajeva u Kini, zbog čega se Temeraire razbjesni kad čuje da bi ga razdvojili od Laurencea.
Cijelo vrijeme, odnosi između letača i mornara su se pogoršavali i izbije tučnjava na palubi. Kada Temeraire stane u obranu jednog člana svoje posade koji je, u stvari, započeo tučnjavu, Laurence vikne na Temerairea da prestane, što obojicu šokira. Nesretni član posade je bičevan, a Temeraire postaje zlovoljan kako pristaju u Cape Coast, u današnjoj Gani, gradić u kojem se prodaju robovi, što uznemiri posadu, a pogotovo Temerairea, koji ne shvaća pojam robovlasništva i vlasništva općenito. Laurence utješi Temerairea tako što mu kaže da mu je otac abolicionist i zalaže se za prekid trgovanja robljem. Laurence potom dobije poštu i šokiran je kad čuje stanje rata; Napoleon je pokorio Austriju.
Ubrzo potom, Temeraire opet može letjeti i skoči s Allegiancea kako bi plivao, a poslije se popne natrag kako ne bi previše naprezao mišiće za letenje. Natrag na palubi, Yongxing objasni Laurenceu kako nastavljajući biti njegov jahač, uskraćuje Temeraireu njegovo pravo po rođenju i izlaže ga nepotrebnoj opasnosti poput običnog vojnika. Yongxing ponudi Laurenceu novac da ostavi Temerairea, no Laurence odbija.
Kapetan Langford James stiže s poštom na Volatiusu, koji ima zmajsku gripu, kao i većina zmajeva u Britaniji. Oni odlaze, a kineski se putnici spremaju za proslavu Nove Godine. Nakon proslave, Laurence čuje vijesti da je duh viđen na brodu, a kasnije se otkriva da je to bio Feng Li, sluga princa Yongxinga, koji se neočekivano penjao na palubu po noći.
Idućeg jutra, Temeraire se razbolio s maloprije spomenutom gripom. Pristaju u Cape Town, gdje Laurence pita princa Yongxinga da njegovi sluge Temeraireu skuhaju hranu jačeg okusa, jer ne želi ništa jesti. Sluge uz pomoć lokalnih trgovaca i djece nađu mnogo egzotičnih začina i bilja i mješavina toga, iako vrlo lošeg mirisa, ne samo da zadovolji Temeraireov apetit, već ga i izliječi.
Kad isplove na Indijski Ocean, Allegiance upadne u oluju. Radi sigurnosti, Temeraire je vezan lancima za palubu, što ga vrlo uznemiri, jer su dovoljno teški da se ne može pomicati. Kad upadnu u oluju, Temeraire počne paničariti i ošteti lanac, a dok Laurence i član posade Leddowes stežu uže, napadne ih Feng Li, koji ozlijedi Laurencea i baci Leddowesa u more, a potom i sam padne preko ograde. Sljedećeg dana, Granby, Laurenceov poručnik, izrazi mišljenje da je princ Yongxing naredio Feng Liju da ubije Laurencea.
Posljednja prepreka na putu u Kinu dolazi u obliku Kiao, morske zmije, koja napadne Allegiance i ubije par članova posade. Temeraire pokuša nagovoriti zmiju da ode, no na kraju je prisiljen ubiti je, što on smatra ubojstvom, jer je biće možda bilo inteligentno poput njega, no nije razumjelo ljudski jezik. Temeraire izrazi mišljenje da ljude gledaju na zmajeve kao na zvijeri ili robove.
Nekoliko tjedana kasnije, Allegiance stiže u Kinu. Ljudi pozdravljaju Temerairea, jer smatraju da je sreća vidjeti nebeskog zmaja, a na putu u Peking, Laurence i Temeraire staju u zmajskim paviljonima, velikim zgradama u kojima zmajevi spavaju. U jednom paviljonu, princa Yongxinga pozdravlja bijela nebeska zmajica, Lung Tien Lien. Laurence sazna od Liu Baoa da s obzirom na to da joj je boja kože "boja žalovanja" (u Kini je bijela boja kao u zapadnim zemljama crna), smatra se da donosi nesreću. Sazna i da je princ Yongxing bio na redu za prijestolje, no s obzirom na to da je namjerno uzeo Lien kao svoju zmajicu kako bi spriječio da nebeski zmaj ima jahača izvan carske obitelji, nije mogao postati car.
U Zabranjenom gradu Temerairea pozdravlja njegova majka, Lung Tien Qian, i sljedeći dan Laurence i Temeraire idu u šetnju kroz Peking. Temeraire je zapanjen kako je sve različito u odnosu na Britaniju; u Kini, zmajevi slobodno šeću ulicama i mogu kupovati meso od prodavača.
Princ Yongxing kasnije dođe s jednim dječakom i zapovijedi dječaku da sjedi s Temeraireom. Laurence, pogodivši da je dječaka našao kao zamjenu, odlazi, a uskoro odlazi i Yongxing. Temeraire zatim odlazi posjetiti majku i planira se uskoro vratiti.
Kasnije, Sun Kai dolazi s tajnom porukom: skupina Tatara je na putu u paviljon kako bi ubili Laurencea i njegovu posadu. Oni se naoružaju i zabarikadiraju ulaz u paviljon. Temeraire se ne vraća, i moraju se boriti s gomilom Tatara, te uspiju pobijediti, no Willoughby, član posade, pogine. Sun Kai ih povede u drugi paviljon, u kojem živi princ Mianning, prijestolonasljednik, i njegov zmaj Lung Tien Chuan, koji jako sliči na Temerairea. Temeraire uskoro stiže i nevoljko otkriva zašto nije došao: udvarao se Lung Qin Mei, carskoj zmajici koja služi njegovoj majci.
Posada Allegiancea, koji je morao ići pomorskim putem, napokon stiže u Peking i priređen im je svečani doček u obliku kazališne predstave. Ondje su prinčevi Yongxing s Lung Tien Lien i Mianning s Lung Tien Chuan, Temeraireovim blizancem koji je zadržan za nasljednika dok je Temeraire poslan u Europu kako bi se izbjeglo suparništvo za prijestolje. Hammond shvaća da je dječak kojeg je Yongxing doveo princ Miankai, još jedno dijete cara i da princ Yongxing namjerava svrgnuti cara. Usto, on zasigurno stoji iza pokušaja Laurencovog ubojstva. Zatim Laurencea napada ubojica koji je glumio na pozornici, no rana nije smrtonosna. 
Temeraire ubije atentatora i čuvši za Yongxingovu umiješanost, nasrne na njega. Lung Tien Lien se baci da ga zaštiti i izbije opaka borba između dva zmaja, te sruše pozornicu od bambusa, koja se razbije i komadići bambusa se smrtonosnom brzinom razlete u publiku. Laurence spasi princa Mianninga, no Yongxing nije toliko brz i pogiba. Oba zmaja ovo vide i Lung Tien Lien odlazi noseći prinčevo mrtvo tijelo.
Postumno se otkriva da je Yongxing planirao atentat na cara i htio upotrijebiti Temerairea kao nasljednika. Car službeno posvoji Laurencea, kojemu je dopušteno da ostane Temeraireov kapetan. Usto, Hammond dobije de facto veleposlanstvo u Pekingu. Laurence čuje da će se Allegiance uskoro vratiti u Britaniju i pita Temerairea želi li se vratiti.
Temeraire, znajući da bi se Laurence želio vratiti kući, odluči se vratiti, no s namjerom da poboljša uvjete zmajevima u Britaniji.

## Nastavak
Roman "Barutni rat" nalazi se u pripremi za nakladu Algoritma. Na stranicama Algoritma nalazi se sinopsis romana:
"Nakon sudbonosne pustolovine u Kini, kapetana Willa Laurencea i njegova izuzetnog zmaja Temerairea, presrest će tajanstveni izaslanik s hitnim novim naredbama iz Engleske. Tri neprocjenjiva zmajeva jaja kupljena su od Otomanskog carstva, a Laurence i Temeraire morat će skrenuti s puta i pobrinuti se da dragocjeni teret sretno stigne u Englesku. Ni časa neće smjeti časiti jer jaja trebaju na odredište stići prije nego što se zmajevi iz njih izlegu. Misiji, međutim, sa svih strana prijete katastrofe – zahvaljujući dijaboličkim smjeranjima kineske ženke zmaja Lien, koja krivi Temerairea za pogibiju svojega gospodara i zaklinje se da će stupiti u savezništvo s Napoleonom kako bi se osvetila. Suočeni s potresnom izdajom na neočekivanom mjestu, Laurence, Temeraire i njihov odred morat će se pripremiti za odvažan napad. No kakvi su im izgledi protiv Bonaparteove nesmiljene vojske?"